# Lucas Hernández Perdomo
Lucas Camilo Hernández Perdomo (Montevideo, 5 agosto 1992) è un calciatore uruguaiano, difensore del Peñarol.

## Caratteristiche tecniche
È un terzino sinistro.

## Carriera
Cresciuto nelle giovanili del Montevideo Wanderers, ha esordito l'11 novembre 2012 in occasione del match vinto 3-0 contro il Racing Montevideo.

## Palmarès

### Club

#### Competizioni nazionali
- Supercopa Uruguaya: 1

Peñarol: 2018
- Campionato uruguaiano: 1

Peñarol: 2024